# 张律
张律（韓語：장률；1962年5月30日—），朝鲜族中国电影导演、编剧。開始電影事業前是一名小說家，其作品前期主要關注在被剝奪權利的人，尤其是生活在中國的朝鮮族；2012年後轉往韓國展開創作並定居當地，主題轉變成夢與現實間的曖昧，地區、空間、風景互融的質感，角色身份間的互動關係等多義性。除電影事業，亦在延世大學擔任國際人才學院文化傳媒系和傳播學研究生院影像系任教授。

## 生平

### 早期
1962年出生在吉林省延邊，小學時期，住在延邊一個叫東華的漢族村子裡，後來搬到延吉，一直住到大學時期。

### 作家生涯
自大學畢業於延邊大學中國文學系後，選擇繼續深造，成為延邊大學中國文學系教授。之後在北京開始寫小說，1986年出道。曹雪芹作為他受文學影響最大的作家。他還說，在西方作家中，最喜愛卡夫卡。1989年後，他停止寫小說。作為他停止寫作的原因之一，他提到了讀過博爾赫斯的書之後，他覺得自己已經沒有什麼可寫的了。

### 電影生涯
38歲時，仍然還是延邊大學中國文學教授的張律曾與一位電影導演朋友發生爭執後，他打賭“誰都能拍電影”。由於從未受過任何電影製作的技術培訓，在李滄東等電影界朋友的支持下，開始執導他的第一部短片《11歲》。起初想法並不複雜，主要注重在節奏和情感，最終成果為只有聲音和音樂的無對白短片。憑藉這部短片，入選第58屆威尼斯影展短片競賽單元，而這次出人意料的注目，讓張律決定成為一名全職電影人。他後來說：“文字和圖像表達情感是兩種截然不同的東西。如果我能把我的觀點完全通過文字表達出來，我就不用費心去拍電影了，對吧？我不喜歡當我在電影中聞到了某種基於文學的敘事。我告訴人們，我與文學離婚並嫁給了電影。”
《11歲》的成功為張律的第一部電影長片《唐詩》鋪平道路，由韓國資金資助。拍攝於2003年嚴重急性呼吸道症候群疫情流行期間，僅在三個室內地點拍攝，以傳達孤獨和幽閉恐懼症的感覺，描繪了一名手部顫抖的中年男性扒手的生活。這部電影的風格受到了唐詩標準的影響，只有七言五言的詩句。
隨後，張獲得了釜山影展推廣計劃的資助，以執導他的第二部長片《芒種》在中國拍攝，而後期製作則在韓國完成。這部電影以一位中國朝鮮族單身母親為中心，她在中國北方一個小鎮的街頭賣泡菜為生。《芒種》在國際影展巡迴演出中獲得好評。入選第58屆坎城影展國際影評人週單元放映，並獲得了ACID獎，以及第10屆釜山影展新潮流獎等諸多影展的獎項肯定。
2007年，張律在中蒙邊境的一個受乾旱威脅的小村莊拍攝《沙漠之夢》，敘述一個痴迷於植樹以防止沙漠化的農民、一名脫北者和她的孩子的生活，和一個流浪的士兵穿過邊境（電影原名Hyazgar在蒙古語中意為“邊界”）的故事。由韓國、蒙古、法國聯合出品，入選第57屆柏林影展正式競賽單元。
《里里》是在工業城市益山拍攝的，這是張律在韓國拍攝的第一部電影。由嚴泰雄和尹珍序主演，故事為一名計程車司機和他的智障姐姐，30年後仍在與1977年的伊里車站爆炸事件的後果作鬥爭。本片入選第3屆羅馬電影節，並於2008年與它的姊妹作《重慶》一起在韓國上映，該片講述了一個年輕女子在人口稠密的重慶與失業的父親一起生活的語言老師。
2010年，法國Arizona Films和韓國Lu Films聯合製作《圖們江》，這是張律的成長電影，講述了兩個十幾歲的男孩，一個是中國出生的韓國人，另一個是朝鮮叛逃者，他們住在對面的地方－圖們江，中國和朝鮮之間的邊界，人口販賣和非法越境很常見。除了獲得第60屆柏林影展14+青年評審團特別提及獎外，還獲得第15屆釜山影展NETPAC獎，以及第8屆巴黎影展評審團獎等諸多國際影展獎項。
2013年，張律（與小林政廣和艾德溫一起）被選中參加由全州國際影展每年委託的第14屆全州數位項目。為配合“陌生人”之主題，張律拍攝了他的第一部紀實作品，30分鐘的紀錄短片《風景》。後來，他將同名紀錄短片擴展為一部名為《風景》的長篇紀錄片，探討了14名在韓國的農民工的經歷和夢想以及他們所居住的空間。
2014年，張律重回敘事電影製作的《慶州》是他迄今為止最輕盈的電影。雖然與他早期的電影在基調上有所不同，但它延續了張對局外人的迷戀和他慵懶、內省的節奏。張律說他選擇古樸的慶州作為背景，因為“就像墳墓的曲線一樣，生與死密不可分。他想探索“沒有發生的事情與發生的事情”，敘述一位住在北京的韓國教授在茶館裡尋找春宮圖的故事，並與茶館老闆建立了聯繫。本片入選第67屆盧卡諾影展國際競賽單元，獲得第34屆韓國影評人協會獎中最佳導演獎，並獲得多項提名。
2015年，他與安聖基、文素利、朴海日、韓藝璃共同出演了70分鐘的電影《胶片时代爱情》。分為“Love”、“Film”、“Them”和“Love Again”四個部分，作為第8屆首爾老年電影節的開幕影片首映。
2023年的《白塔之光》再次入选第73届柏林影展正式竞赛单元。

## 作品
- 2000年：《11歲》（短片）
- 2003年：《唐詩（朝鲜语：당시 (영화)）》
- 2005年：《芒種》
- 2007年：《沙漠之夢（朝鲜语：경계 (영화)）》
- 2008年：
  - 《重慶》
  - 《里里（朝鲜语：이리 (영화)）》
- 2010年：《圖們江》
- 2013年：《風景（朝鲜语：풍경 (2013년 영화)）》（紀錄片）
- 2014年：《慶州（朝鲜语：경주 (영화)）》
- 2015年：
  - 《同行》（短片）
  - 《胶片时代爱情》
- 2016年：《春梦》
- 2018年：《詠鵝（朝鲜语：군산: 거위를 노래하다）》
- 2019年：《福岡（朝鲜语：후쿠오카 (영화)）》
- 2021年：《漫長的告白（英语：Yanagawa (film)）》
- 2023年：《白塔之光》

## 獎項 / 參展
- 2005 第58屆坎城影展國際影評人週（英语：International Critics' Week）ACID獎（《芒种》）
- 2005 釜山影展新潮流獎（朝鲜语：부산국제영화제의 수상작 목록#뉴 커런츠상）（《芒种》）
- 2006 第27屆南非德班國際影展（英语：Durban International Film Festival）最佳導演獎（《芒种》）
- 2007 第57屆柏林影展正式競賽單元（《沙漠之夢（朝鲜语：경계 (영화)）》）
- 2010 第60屆柏林影展新世代青年單元評審團特別提及獎（《图们江》）
- 2010 第3屆巴庫東西方國際影展（英语：Baku International Film Festival East-West）最佳導演獎（《圖們江》）
- 2014 第67屆盧卡諾影展國際競賽單元（《慶州（朝鲜语：경주 (영화)）》）
- 2014 第34屆韓國電影評論家協會獎最佳導演（《慶州（朝鲜语：경주 (영화)）》）
- 2019 第69屆柏林影展論壇單元（《福岡（朝鲜语：후쿠오카 (영화)）》）
- 2021 第25屆塔林黑夜電影節（英语：Tallinn Black Nights Film Festival）正式競賽單元（《漫長的告白》）
- 2023 第73屆柏林影展正式競賽單元（《白塔之光》）
- 2023 第45屆南特影展金熱氣球獎（《白塔之光》）